# Guillaume De Smet (geestelijke)
Kanunnik Guillielmus (Willem) De Smet (Waarschoot, 5 december 1770 - Gent, 26 februari 1849) was een Belgisch prelaat in dienst van het bisdom Gent.
Guillielmus De Smet volgende zijn eerste onderwijs in de school van zijn geboortedorp, ook zijn jongere broer Bernardus (°12 februari 1774) werd priester, en later kanunnik van Sint-Baafs.
Zijn middelbare studies volgde hij aan het college van de paters augustijnen te Gent.
Op 25 juli 1796 werd hij priester gewijd en werd hij viceregent van de pedagogie De Lelie te Leuven. Aan het college voor theologie, geleid door professor Jan Frans van de Velde, onderwees De Smet de retorica.
Onder het Franse regime werd de scheiding van Kerk en staat doorgevoerd met de ontmanteling van de traditionele voorrechten van de Kerk van het ancien régime. De Kerk verloor grotendeels haar bezit en werd door allerlei maatregelen onder de controle van de staat geplaatst. Zo werden de priesters onder andere verplicht de eed van trouw aan de Franse grondwet af te leggen. Priesters die dit niet deden, werden gedeporteerd of moesten onderduiken. Guillaume De Smet bediende, samen met onderpastoor D’Hooghe, in het geheim de parochie Waarschoot. Heel snel ondervond hij aan den lijve de repressie van de Franse bezetter tijdens de Boerenkrijg. Op 2 februari 1798 vielen Franse troepen Waarschoot binnen. De Smet en D'Hooghe konden ontsnappen en moesten zich geruime tijd schuilhouden in de bossen rond Waarschoot.
Na het Concordaat van 15 juli 1801 tussen paus Pius VII en de Franse consul Napoleon Bonaparte werden de betrekkingen tussen staat en Kerk enigszins genormaliseerd. Zo bepaalde het concordaat dat ieder bisdom opnieuw een seminarie voor de priesteropleiding mocht hebben. J. Van Hemme, de vroegere subregent van het seminarie van Brugge, was datzelfde jaar begonnen met het geven van theologieonderwijs. Hij deed dit in de gebouwen van het vroegere Rijke Gasthuis te Gent. In 1802 werd E. Fallot de Beaumont aangesteld als bisschop. Het seminarie van Van Hemme werd erkend als bisschoppelijk seminarie. Voor de rekrutering van kandidaat seminaristen wilde de bisschop ook kleinseminaries oprichten waar humanioraonderwijs zou worden gegeven. Het Sint Caroluscollege werd ondergebracht in de gebouwen van het grootseminarie te Gent. Een tweede seminarie werd in 1806 opgericht in Roeselare.

## Superior in Sint-Niklaas
Failot de Beaumont kreeg promotie en werd bisschop van Piacenza. Maurice de Broglie werd in april 1807 benoemd tot bisschop van Gent. De nieuwe bisschop wilde een derde kleinseminarie. Op 16 februari 1808 kocht hij daartoe van de toenmalige eigenaar Henri Jacques Ghislain van der Sare de kerk, het klooster en de tuin van de paters Franciscanen Recolletten. In 1797 hadden de paters hun klooster in Sint Niklaas moeten verlaten. Guillaume De Smet was tot dan toe onderpastoor in Waarschoot en werd op 10 maart 1808  benoemd tot superior van het nieuw opgerichte kleinseminarie te Sint Niklaas. Op 9 mei 1808 ging dit seminarie van start.
De Franse overheid trachtte, ondanks het concordaat, de Kerk te onderwerpen aan controle door de staat. De oprichting van een Université Impériale op 10 mei 1806 had duidelijk de bedoeling het, door de Kerk ingerichte onderwijs, in te lijven in het staatsonderwijs. Bisschop de Broglie verzette zich hiertegen en werd op 12 juli 1811 gevangengezet te Vincennes. Ook de kleinseminaries wensten zich niet aan te sluiten bij de Université Impériale en moesten hun deuren sluiten vóór 1 juli 1812.
Na de opheffing van het kleinseminarie benoemde bisschop de Broglie, Guillaume De Smet op 23 december 1812 tot onderpastoor van Sleidinge. Op 15 juni 1813 werd hij vervolgens benoemd tot pastoor van Izegem en op 31 maart 1829 werd hij, door het vicariaat generaal van het bisdom Gent benoemd tot pastoor van Waarschoot. 
Ten gevolge van de oprichting van de Belgische staat, die een zeer liberale grondwet had, vormden zich onder de geestelijken van het bisdom Gent, twee strekkingen. Onder invloed van de Franse denker Hughes Félicité Robert de Lamennais waren de liberaal-katholieken voorstander van de erkenning van de liberale vrijheden, onder andere de ver doorgedreven scheiding van Kerk en staat, zoals de Belgische grondwet ze voorzag. De Kerk kon van deze grondwettelijke vrijheid gebruikmaken om haar eigen structuren, haar onderwijs, enz. te reorganiseren en te versterken. De liberaal-katholieken wendden zich af van het traditionele conservatisme en waren voorstander van een grotere democratisering en een meer volksgericht kerkelijk beleid. De ultramontanen, tegenstanders van de liberaal-katholieken stonden afwijzend tegenover de liberale vrijheden, vooral tegenover de scheiding van Kerk en staat. 

## Vicaris generaal Bisdom Gent
Op 24 april 1836 werd Guillaume De Smet door de Gentse bisschop Jan Frans Van De Velde benoemd tot kanunnik van het Sint-Baafskapittel van de Gentse kathedraal. Op 4 mei 1836 werd hij, na het overlijden van vicaris-generaal Goethals, eveneens vicaris generaal en aartsdiaken van het bisdom Gent, en deken van het Sint-Baafskapittel. Hij werd een van de naaste medewerkers van de bisschop. De ultramontanen waren niet opgetogen over de benoeming van De Smet, die bekendstond voor zijn overtuigd liberaal-katholieke gezindheid.
Vanaf 1835 verslechterde de gezondheidstoestand van bisschop Van De Velde dermate dat hij in maart 1837 zelf vroeg om de aanstelling van een hulpbisschop met recht van opvolging. Bisschop Van De Velde stelde vicaris-generaal Guillaume De Smet voor deze functie voor. Wegens de liberaal-katholieke overtuiging van Guillaume De Smet was dit echter voor ultramontaanse kringen onaanvaardbaar. Kardinaal Engelbertus Sterckx, het Vaticaan en ook koning Leopold I van België wilden echter dat de opvolger van bisschop Van De Velde een einde zou maken aan het overwicht van het liberaal-katholicisme bij de leiding van het bisdom. Na het overlijden van bisschop Van De Velde stelde het Sint-Baafskapittel twee kapittelvicarissen aan, waaronder vicaris-generaal Guillaume De Smet, die het bisdom moesten besturen in afwachting van de komst van een nieuwe bisschop. Op 4 november 1838 werd Lodewijk-Jozef Delebecque, president van het grootseminarie van Brugge, gewijd tot bisschop van Gent. Guillaume De Smet werd door de nieuwe bisschop opnieuw tot vicaris-generaal benoemd. Dit op aandringen van kardinaal Sterckx. Als vicaris-generaal was hij ambtshalve ook lid van de raad van synodale examinatoren die de nieuwe bisschop had ingesteld ter vervanging van de oude bisschoppelijke raad. Het opdringende ultramontanisme in het bisdom Gent zorgde er echter voor dat zijn invloed onder de nieuwe bisschop eerder beperkt bleef. Enkel in het kapittel van Sint-Baafs behielden de liberaal katholieken nog een sterke positie.